# De tusen dagarnas drottning

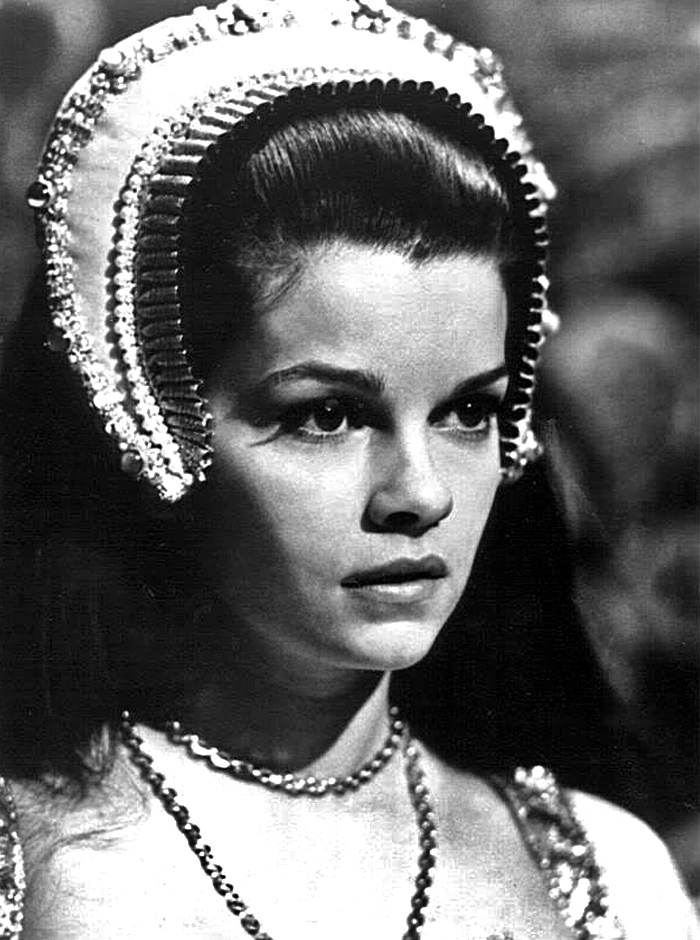
Geneviève Bujold, 1969.

De tusen dagarnas drottning (eng: Anne of the Thousand Days) är en brittisk dramafilm från 1969 i regi av Charles Jarrott. Filmen handlar om Henrik VIII av England och Anne Boleyn, som spelas av Richard Burton och Geneviève Bujold. Filmen är baserad på pjäsen av Maxwell Anderson.
Filmen nominerades till tio Oscar, men belönades bara i kategorin bästa kostym.

## Rollista i urval
| Richard Burton   | – Henrik VIII av England               |
| Geneviève Bujold | – Anne Boleyn                          |
| Irene Papas      | – Katarina av Aragonien                |
| Anthony Quayle   | – Thomas Wolsey                        |
| John Colicos     | – Thomas Cromwell                      |
| Michael Hordern  | – Thomas Boleyn                        |
| Katharine Blake  | – Elizabeth Boleyn                     |
| Peter Jeffrey    | – Thomas Howard, 3:e hertig av Norfolk |
| Joseph O'Conor   | – John Fisher                          |
| William Squire   | – Thomas More                          |
| Valerie Gearon   | – Mary Boleyn                          |
| Vernon Dobtcheff | – Mendoza                              |
| Gary Bond        | – Smeaton                              |
| Terence Wilton   | – Lord Percy                           |
| Denis Quilley    | – Weston                               |